# Panopsis multiflora
Panopsis multiflora là một loài thực vật có hoa trong họ Quắn hoa. Loài này được (Schott ex Spreng.) Ducke miêu tả khoa học đầu tiên năm 1930.